# ホテルアソシア高山リゾート
ホテルアソシア高山リゾート（ホテルアソシアたかやまリゾート）は、岐阜県高山市にあるホテル。

## 概要
中部日本放送(CBC)と飛騨庭石が合弁で1990年5月に設立した「シービーシー高山開発」（のちに「高山リゾート」へ社名変更）に東海旅客鉄道（JR東海）が追加出資し、ジェイアール東海ホテルズがホテルアソシア高山リゾート開業準備室を設けて1994年7月にホテルが開業した。
しかしながら経営不振のためホテルは2002年1月にジェイアール東海ホテルズによる直営へ移行、CBCは旧ホテル運営会社の高山リゾートと隣接するプール・温浴施設の運営会社「シービーシー・クア・アルプ」を同年3月に清算しリゾート経営から撤退した。
その名残で、屋上にはCBCテレビのお天気カメラが設置されており、岐阜県高山市からの映像として運用されている。

## 施設
- パークウィング・アルプスウィング・スパウィングの3棟で構成されている[3]。
- スパウィング6階に地酒や飛騨牛のすき焼きなどを提供する居酒屋風のテラスレストラン「遊食楽」が位置する[3]。
- 日本料理店「華雲」では地元の食材を活用した御膳や会席料理を提供する[3]。
- パークウィング2階にはバイキング形式で食事できる「ロジェール」がある[3]。

## アクセス
JR高山本線 高山駅からシャトルバスで約8分。

## 温泉
- 「天望の湯」は高山で最初に湧き出た天然温泉である[3]。
- スパウィング7階に「天の湯」、5階に「望の湯」がある[3]。